# 李莊中央研究院舊址
中央研究院舊址位於四川省宜賓市翠屏區，文物遺址年代判定為1940-1946年。2012年7月16日公佈為第八批四川省文物保護單位。
中央研究院舊址位於四川省宜賓市翠屏區李莊鎮。1940-1946年，中央研究院遷至宜賓李莊鎮，將社科所安置在門官田莊園，歷史語言研究所、體質人類學研究所安置在栗峰山莊（栗峰山莊從明萬曆至清代陸續興建，主體建築為清末、民國，為當時望族張煥玉莊園），同時還設有小學、圖書館、研究室和住宿區。該建築坐北朝南，呈東西走向，綿延一裡左右，有七處（復〉四合院或三合院，分別有戲樓區、牌坊區、回邊上、柴門口等大的區域。總占地10000平方米，現存古民居4000多平方米，多懸山頂穿鬥結構，小青瓦屋面，裝木板牆，飾花窗，如此規模的民居在四川及至西南也不多見，中國營造學社將其作為四川民居代表，收錄于《中國建築史》。中央研究院在李莊期間，梁思永、董作賓、傅斯年等一批專家學者在此著書立學，取得大量學術成果。中央研究院舊址與國立同濟大學、中央博物院、中國營造學社、南京大學文科研究所舊址等，共同組成了中國歷史文化名鎮李莊豐富多彩的抗戰文化，見證了抗戰時期中央研究院不屈不撓守護精神家園的重要歷史，是文化抗戰的典型代表，具有極高的歷史價值，是宜賓國家歷史文化名城的重要組成部分。2011年，中央研究院舊址被公佈為區級文物保護單位。